# Georg Ludwig Spalding
Georg Ludwig Spalding (* 8. April 1762 in Barth; † 7. Juni 1811 in Friedrichsfelde bei Berlin) war ein deutscher Philologe.

## Leben
Georg Ludwig Spalding war der Sohn des protestantischen Theologen Johann Joachim Spalding und dessen erster Ehefrau Wilhelmine Gebhardi; der spätere Jurist Karl August Wilhelm Spalding war sein Bruder.
Nach erstem Unterricht durch seinen Vater absolvierte er seine Schulzeit in Berlin. Nach erfolgreichem Abschluss 1780 begann Spalding mit 18 Jahren an der Georg-August-Universität Göttingen zu studieren. Später wechselte er an die Universität Halle. Sein Studium konnte Spalding 1787 mit einer Dissertation erfolgreich abschließen. Er bekam unmittelbar danach eine Anstellung als Dozent am Gymnasium zum Grauen Kloster in Berlin. Die Königlich Preußische Akademie der Wissenschaften zu Berlin nahm Spalding bereits kurze Zeit später als Mitglied auf. Als solches konnte er 1794 In Midiam von Demosthenes veröffentlichen, ein Werk, das Philipp Karl Buttmann im Jahr 1823 überarbeitet neu publizierte. Die Werke von Quintilian erfuhren durch Spalding ab 1798 eine Bearbeitung (4 Bände), die später durch Karl Gottlob Zumpt (Band 5) und Eduard Bonnell (Band 6) fortgeführt wurde. Er war korrespondierendes Mitglied der Bayerischen Akademie der Wissenschaften. Spalding starb im Alter von 49 Jahren auf seinem Landgut in Friedrichsfelde.

## Werke
- Vindiciae philosophorum megaricorum. Halle 1792.
- Das erste Jahrhundert der Universität Halle. 1794. (Digitalisat)
- Oratio Funebris De Büschingio. Mylius, Berlin 1794. (Digitalisat)